# Moosch
Moosch là một xã ở tỉnh Haut-Rhin trong vùng Grand Est ở đông bắc Pháp. Xã này có diện tích 15,25 km², dân số năm 1999 là 1818 người. Khu vực này có độ cao 388 mét trên mực nước biển.